# 帕尔那瓦省
帕尔那瓦省（波蘭語：Województwo parnawskie）1598年建立，1620年代瑞典王国征服利沃尼亚时撤销，属于波兰立陶宛联邦利沃尼亚公国的行政区划和地方政府。

## 政府部门所在地
省总督所在地：
- 帕尔那瓦（派尔努）

## 省总督
帕尔那瓦省省总督。
1. 欧内斯特·马格努斯·登荷夫
2. 皮奥特尔·奇兹那
3. 扬·加瓦兹基
4. 格萨尔德·提贞豪斯
5. 亨里克·登荷夫